# 普斯陶欧特洛考
普斯陶欧特洛考，是匈牙利贝凯什州所辖的一个村。总面积18.87平方公里，总人口367，人口密度19.4人/平方公里（2011年1月1日）。

## 地理
它占地 18.88 平方公里，人口 471 人（2002 年）。